# مهدی غیوران
مهدی غیوران از بنیانگذاران مدرسه رفاه همچنین از فعالان سیاسی مسلمان، و زندانیان سیاسی در دوران حکومت پهلوی بود. وی در جریان ترور رضا زندی پور رئیس کمیته مشترک ضد خرابکاری همکاری داشت و چندی بعد به همراه همسرش (طاهره سجادی) دستگیر و تحت شکنجه‌های شدید قرار گرفت. وی بر اثر شکنجه ۴ ماه در حال اغما بوده و مدتی فلج شد. وی از یاران محمدعلی رجائی بوده است.
آرش از شکنجه گران برجسته ساواک که متهم به مشارکت در شکنجه وی بود در اعترافات خود گفت: «من با توکاری ندارم. تقصیر رژیم بود که تو آن طوری عمل بکنی و من از تو دلگیر نیستم. بعد از رفتن ایشان زار زار گریه کردم و گفتم آنها انسانند یا ما ؟! و من واقعاً شرمنده ایشان هستم.»